# Hermann Maneck
Friedrich Hermann Maneck (* 30. Dezember 1828 in Döbeln; † 15. Juni 1894 in Bremen) war ein deutscher Schauspieler und Sänger.

## Biografie
Maneck wuchs in Sachsen auf. Er erlernte den Beruf eines Tuchmachers und war zehn Jahre als Tuchmachermeister tätig. Er besuchte dann das Königliche Musikkonservatorium Dresden. 1862 erhielt er ein Engagement am Bremer Stadttheater, das damals auf dem Theaterberg in den Wallanlagen stand. Er spielte als Charakterschauspieler und Sänger viele Hauptrollen und war 31 Jahre an dem Theater. 1885 wurde ein Vocal- und Instrumentalconcert zu seinen Ehren ausgerichtet.